# Cratere Jeans (Marte)
Jeans è un cratere sulla superficie di Marte.
Il cratere è dedicato all'astronomo e fisico britannico James Hopwood Jeans.